# مصباح الجربوع
مصباح جربوع (اسمه الرباعي: مصباح بن صالح بن خليفة جربوع) مناضل تونسي ولد ببني خداش عام 1914. وانخرط في العمل النقابي بمنطقة تطاوين منذ تأسيس الاتحاد العام التونسي للشغل عام 1946، وعمل عام 1947 كتاجر صغير بمنطقة بني خداش وانخرط في الحزب الحر الدستوري الجديد بشعبة قصر الجوامع.

## في المقاومة

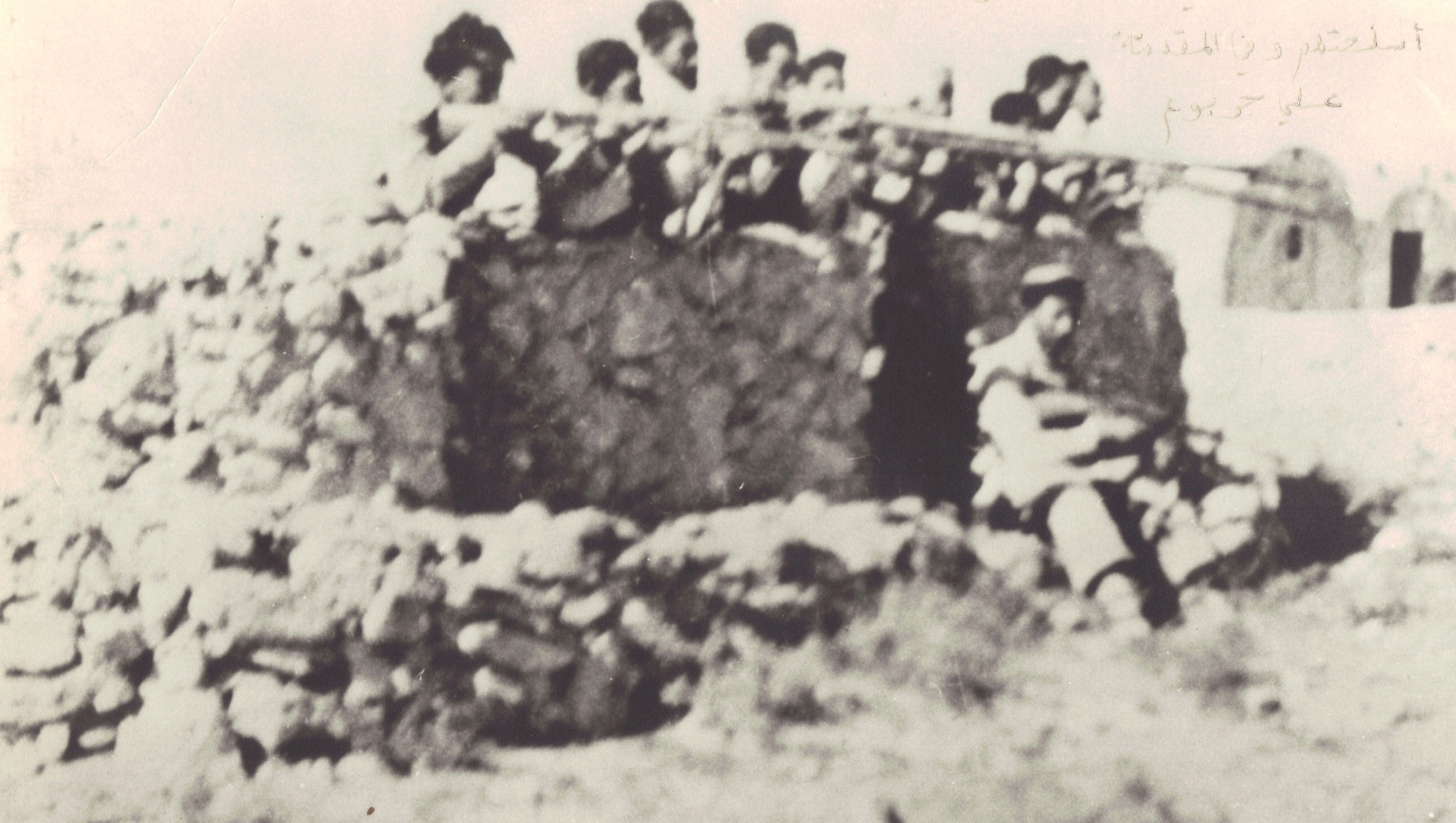
علي الجربوع (شقيق مصباح الجربوع) متقدمًا بعض المقاومين

كان مصباح الجربوع من بين قادة المقاومة المسلحة ضد المستعمر الفرنسي في الخمسينات بالجنوب التونسي، إلى جانب قادة آخرين من بينهم عبد الله الجليدي وميلود بن محمد البوعبيدي وسعيد فرشينة ومحمود العجيلي وخاصة أخوه علي جربوع، الذي كان ساعده الأيمن، حيث كان ينسق بينه وبين بقية الأفراد.
تمثلت أول عملية قام بها مصباح الجربوع برفقة جماعته في الهجوم ليلاً على الثكنة العسكرية بمدنين ورميها بالرصاص، وهو ما أدخل الرعب والفزع في أوساط الجيش الفرنسي. ثم قام مصباح الجربوع وأتباعه بنصب كمين للقوات الفرنسية قرب البئر الأحمر في 25 ماي 1952، فقتلوا وجرحوا مجموعة من الجنود، غير أنه أُلقي القبض على ميلود وسعيد، وزج بهما في السجن، في حين فرّ منصور وضو بن الشتيوي الهنشير وعبد الله إلى طرابلس، واعتصم مصباح بالجبل بمفرده لمدة ستة أشهر. وفي تلك الفترة، اعتقلت القوات الفرنسية أيضا فاطمة زوجة مصباح ووالده صالح الجربوع، وزجت بهما في السجن. كما سُجن أخوه علي أيضا لفترة، ثم وُضع تحت الإقامة الجبرية ببني خداش. ثم نصب القائد مصباح في 1 سبتمبر 1952 كمينًا على الطريق الواصلة بين تامزرط ومطماطة، وأطلق الرصاص على سيارة عسكرية فرنسية، نتج عنها جرح قائد ذي شأن. التقى بعد ذلك مصباح بعياد بن ناصر وزايد الهداجي في نفس المنطقة وقرروا الهجوم على برج مطماطة، فأطلقوا عليه النار ليلاً في الظلام الحالك. وفي 5 ديسمبر 1952، نصب مصباح برفقة المبروك بن محمد الحرابي وفرج المهداوي كمينًا بعين العنبة، على الطريق الجبلية المؤدية إلى مدنين، أدى ذلك إلى مقتل بعض الجنود الفرنسيين وجرح آخرين. وفي 1 جانفي 1953 وقعت معركة وادي جير، ثم معركة وادي أرنيان ومعركة بوصرار. كما أصبح، منذ ذلك الوقت، علي شقيق مصباح حرا من الرقابة نهائيا، والتحق بصفوف المقاومين والمجاهدين، وهو ما عزّز جانب أخيه مصباح. خاض مصباح وجماعته في 14 أوت 1953 أعظم المعارك في تاريخ جهاده، في جبل ميترو نسميه(سند قتيل) بين بني خداش وغمراسن، حيث حاصرتهم القوات الفرنسية، مستعملين المدافع والرشاشات والدبابات، فاستمات مصباح وجماعته وأصابوا عددا من الجنود الفرنسيين بين قتلى وجرحى. واستشهد في تلك المعركة بعض المقاومين، هم صالح بن نصر وعلي بن عبد الله ومحمد بن مسعود والفرجاني بن عون ومحمد الكرعود. كما أُصيب مصباح بأربع رصاصات في الجبين وفي القدم وفي الفخذ وفي الساعد، لكنه تحامل على نفسه و فرَّ مستعينًا برفاقه.

## العملية الفدائية الأولى
لقد كانت الشعبة التي انضمّ إلى صفوفها الشهيد مصباح جربوع هي شعبة (قصر الجوامع)، التي تأسّست في نفس المدة وأصبح فيها عضوا بارزا ومنفذا لأوامر الحزب التي كانت تصله باستمرار عن طريق علي بن ضو الهنشير، ولم تكد تندلع ثورة 18 جانفي 1952 حتى كان مصباح من أوائل الحاملين للسلاح ليقاوم الاستعمار، هو «ومجموعته» الأولى التي كانت تتركب من عبد الله الجليدي وميلود بن محمد البوعبيدي، وسعيد فرشينة ومحمود العجيلي وغيرهم، وهي مجموعة فدائية حافظت على السرية في أعمالها وخططها، وبدأت عملياتها بالهجوم على الثكنة العسكرية بمدنين ليلا ورميها بالرصاص وأدخلت بذلك الهول والفزع في أوساط الجيش الفرنسي، وهي عملية فدائية حرّكت سواكن أبناء الجنوب ودفعتهم إلى الكفاح وحمل السلاح.

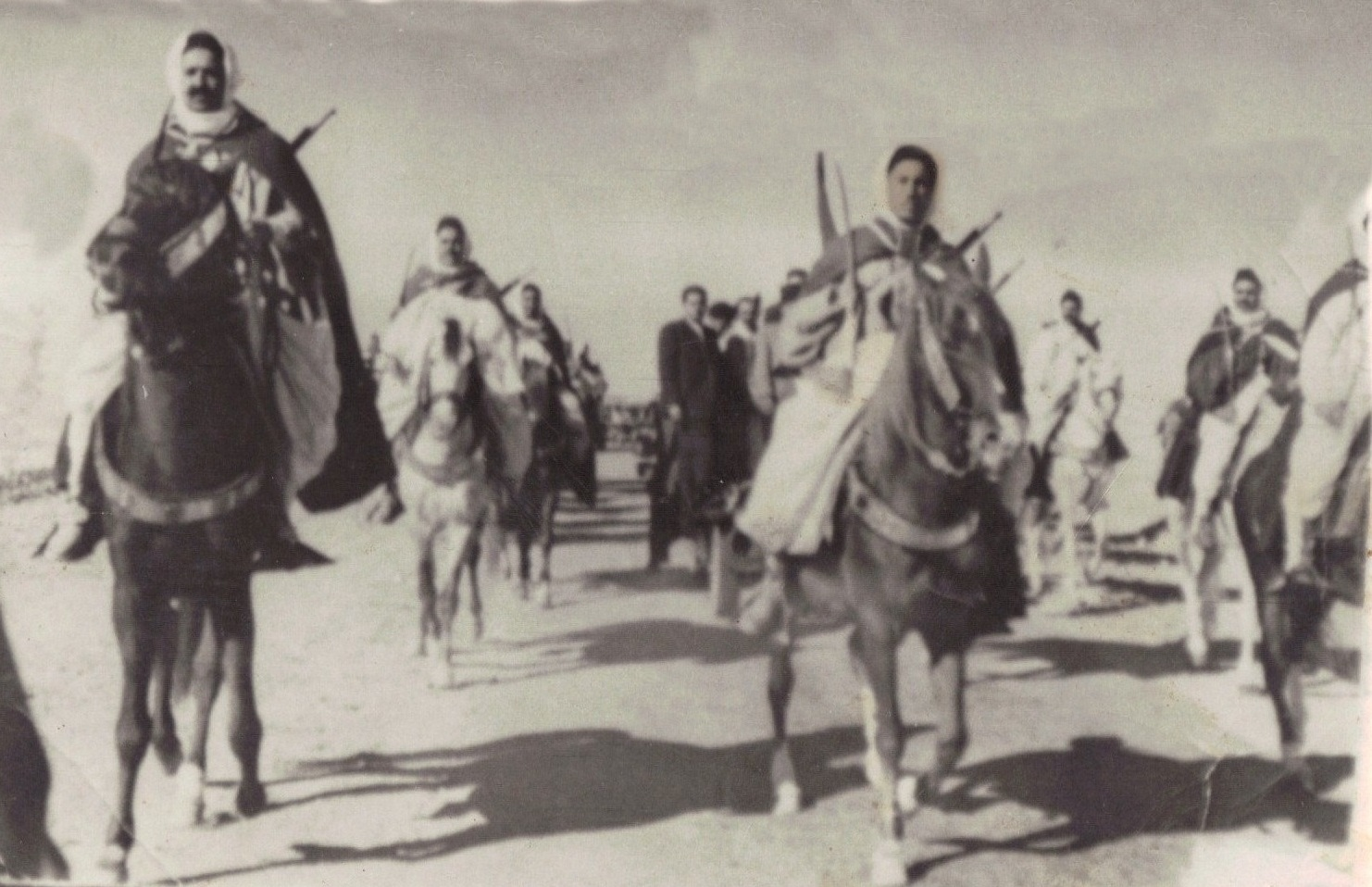
تتضمن الصورة مصباح جربوع ويتوسط الصورة علي جربوع بالإضافة إلى باقي المقاومين

ومن خلال تلك العملية الفدائية الناجحة قامت السلطات الفرنسية العسكرية بحملات تطهير ومداهمة للمشتبه بهم في تعاونهم مع «الفلاقة» وما إن وصلت الأخبار إلى الجهات الفرنسية عن تلك العمليات الفدائية ومنفذيها عن طريق (عملائها) حتى قامت القوات الفرنسية بإيقاف عدد كبير من المقاومين والفلاقة» والمجاهدين المشتبه فيهم (حيث نقلت وسائل الاعلام التونسية الصادرة يوم 22 فيفري 1952 وتحت عنوان حملات التطهير بمدنين تفاصيل دقيقة وثابتة وصريحة عن تلك المداهمات والإيقافات) فذكرت ما يلي: وفي يوم السبت قصد الركب العسكري منطقة (وادي اللبة) بمدنين الجنوبية بقوة هائلة من الجند والدبابات التي يتواجد في تلك المنطقة عرشا الهناشير والأفراج وبعد أن طوّقوها في الصباح الباكر من جميع الجهات أخذوا في التفتيش الدقيق في منازل السادة ضو الهنشير وسالم بن فرج والربعي وسعد بن فرج والمبروك بن بلقاسم وذلك بحثا عن السلاح حيث وصلت معلومات شبه رسمية إلى السلطات الفرنسية تفيد بأن كميات هائلة من السلاح مخفية في تلك المنطقة الفلاحية ولدى العائلات المذكورة التي تسلمها إلى المقاومين والثوار والفلاقة» بطريقة سرية خدمة للنضال والجهاد. وتضيف جريدة «الصباح» الصادرة في 22 فيفري 1952 فتقول: «إنه رغم تفتيش تلك المنطقة أكثر من ثلاث مرات في يوم واحد وخصوصا منزل ضو الهنشير الذي وجدوا لديه بندقية صيد بها عطب فاتخذوها مبررا لاعتقاله رفقة سالم بن منصور بن فرج وزجّوا بهما في السجن وعائلتهم لم تعلم عن حياتهم شيئا».

## كمين في البئر الأحمر
وتوالت أعمال المقاوم مصباح جربوع البطولية وقيادته للأعمال الفدائية ضد جيش المستعمر الفرنسي، منها نصبه لكمين في منطقة البئر الأحمر يوم 25 ماي 1952 وفيه قُتل العديد من الجنود الفرنسيين وما كان من القوات الاستعمارية إلا رد الفعل بالقبض على بعض رفاق مصباح منهم ميلود البوعبيدي وسعيد فرشينة وعلى أفراد عائلته وزوجته فاطمة ووالده الحاج صالح وأودعوهما السجن، ثم ألحقوا بهما أخاه المقاوم علي جربوع المتوفى مؤخرا والذي قضى مدة في الحبس ثم وضع تحت الإقامة الجبرية في منطقة بني خداش من ولاية مدنين، وكان مصباح جربوع، في تلك الأثناء، كثير التحرك في مناطق جبال تطاوين وغمراسن وبني خداش ومطماطة وغيرها، يشعل فتيل الثورة، ويترصد جنود الاحتلال، وينصب لهم الكمائن، منها ذلك الكمين الذي نصبه في الطريق الرابط بين تامزرط ومطماطة، أطلق فيه الرصاص على سيارة عسكرية فرنسية جرح فيها ضابط فرنسي، يوم 1 سبتمبر 1952، ثم هجم هو ورفاقه على برج مطاماطة ثم وقعت (معركة تشين)، وفيها جرح أحد جنود الاستعمار، وكان مصباح يبحث دائما عن المتطوعين والأنصار، فكوّن (مجموعة فدائية ثانية) ضمّت المبروك بن محمد الحرابي وفرج المهداوي، وكان أشهر أعمالها اصطدامها بالجيش الفرنسي في موقعة كاف العنبة، حيث اعترضوا سبيل سيارة عسكرية، فقتلوا ركابها وجرحوا بعضهم ولاذوا بالفرار، وظل المقاوم مصباح جربوع يبحث باستمرار عن تعزيز صفوف الثوار، فانضمّ إليهم علي بن عبد الله اللملومي ومحمد الحارس، وفي شهر ديسمبر 1952، أطلق سراح زوجة مصباح ووالده وخفف الحصار على أخيه علي فقويت شوكة الثورة التونسية بالجنوب، وانضم صالح بن نصر، والفرجاني اللملومي إلى الثوار، وهكذا أصبحت الهجومات على جنود الاستعمار، مع مطلع 1953، عنيفة وحادة، بتضافر جهود وتنسيق بين جماعات مصباح جربوع ومجموعة زايد الهداجي من مطماطة، واتجهت أصابع الاتهام إلى بعض الخونة والمساعدين للسلطة الفرنسية، فشرع مصباح في تهديدهم بواسطة الرسائل تنفيذا لتعليمات الحزب الواردة عليه من تونس.

## معركة جبل ميتر
وازدادت معارك المجاهدين من أبناء الجنوب الشرقي حدّة وضراوة، منها (معركة وادي جير) يوم 1 جانفي 1953 و(معركة وادي أرنيان) و(معركة بوصرار)، ومن ذلك الوقت أصبح علي جربوع شقيق مصباح حرا من الرقابة نهائيا والتحق بصفوف المقاومين والمجاهدين وهو ما عزّز جانب أخيه المقاوم المقدام مصباح، الذي خاض في 14 أوت 1953 أعظم المعارك في تاريخ جهاده، في (جبل ميتر) بين بني خداش وغمراسن، وقد حاصرت القوات الحكومية الفرنسية الثوار التونسيين وفي مقدمتهم مصباح جربوع، واستعملوا المدافع والرشاشات والدبابات، فاستمات مصباح وجماعته وقتلوا خمسين جنديا فرنسيا وجرحوا عددا آخر، واستشهد في تلك المعركة بعض المجاهدين.

## مع بورقيبة
خلال الصراع اليوسفي-البورقيبي، انضم مصباح الجربوع إلى الشق البورقيبي، وقد عُيّن على رأس لجنة الرعاية التي كلفت بمطاردة اليوسفيين بالتراب العسكري بكل من مدنين وتطاوين، حيث كان يأتمر بأوامره أربعون مسلحا،  وقد تشكى منه عدد من اليوسفيين واتهموه بقتل عدد منهم.

## استشهاده

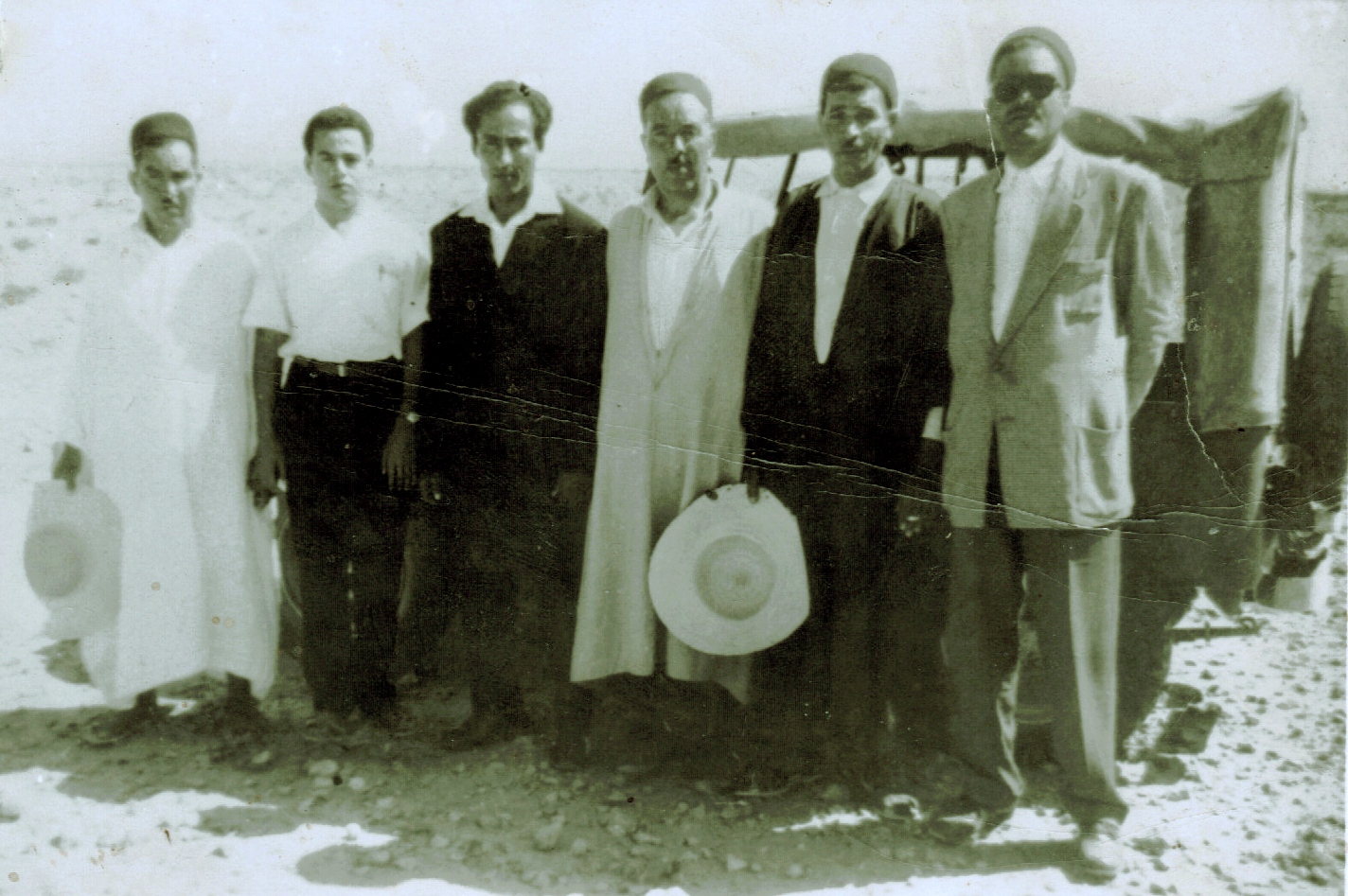
لحظة العثور على جثمان مصباح جربوع في رمادة بعد اغتياله من الفرنسيين

استشهد مصباح الجربوع في 26 جوان 1958 قرب برج رمادة أثناء معركة الجلاء عن الجنوب التونسي بعد غارة جوية قام بها الطيران الفرنسي، الذي كان متمركزًا آنذاك بالجزائر.

## تخليد ذكرى مصباح الجربوع

'الفَلاّڤَة' إخراج عمار الخليفي تحصل على الجائزة الذهبية في المهرجان الدولي للفيلم بموسكو يسرد قصة مصباح الجربوع

أخرج عمار الخليفي عام 1970 شريطًا سينمائيًا بعنوان الفلاقة حول كفاح الشهيد مصباح.
قام ديوان البريد التونسي في 18 جويلية 2002 بإصدار طابع بريدي بقيمة 250 مليم تونسي يحمل صورة الشهيد.

## وصلات خارجية
- (بالفرنسية) طابع بريدي بقيمة 250 مليم تونسي يحمل صورة الشهيد مصباح الجربوع (البريد التونسي).